# Oropyrodes
Oropyrodes is een kevergeslacht uit de familie van de boktorren (Cerambycidae). De wetenschappelijke naam van het geslacht werd voor het eerst geldig gepubliceerd in 1992 door Galileo & Martins.

## Soorten
Oropyrodes is monotypisch en omvat slechts de volgende soort:
- Oropyrodes maculicollis (Bates, 1891)